# Kagamino
Kagamino (鏡野町, Kagamino-chō) est un bourg du district de Tomata, dans la préfecture d'Okayama, au Japon.

## Géographie et climat
Kagamino (altitude 140 mètres) se situe sur l'île de Honshu à l'ouest d'Osaka et à l'est de Hiroshima. Son paysage est montagneux, la ville est établie dans la vallée d'Okutsu. La rivière Yoshii serpente à travers la ville. Le lac d'Okutsu est à vingt minutes de route. Kagamino possède un climat subtropical mais avec des températures hivernales pouvant être négatives. La température annuelle moyenne est de 15,5 °C avec des extrêmes allant de -2 à 35 °C. La montagne la plus élevée dans la région est le volcan Daisen qui s'élève à 1 729 mètres d'altitude. L'aéroport de Tottori Sakyu Conan est à environ une heure en voiture (vols intérieurs).

### Lieu d'intérêts
Kagamino est populaire pour la pratique du vélo, de la pêche et de la randonnée. Ses bains thermaux (onsen) et ses bains publics (daiyokujo) sont également populaires. Le musée d'histoire et de folklore de Tsuyama Kamo est à 19 km. Le sanctuaire Samuhara est à moins de 21 km. À Kagamino, on trouve plusieurs ryokan (hôtels) traditionnels, des sources d'eau chaude, un temple bouddhiste, le Hōjū-ji. Le baseball est aussi apprécié des habitants.

### Démographie
Le 1er mars 2005, Kagamino absorba la ville d’Okutsu et les villages de Kamisaibara et Tomi, tous originaires du district de Tomata pour former la nouvelle ville de Kagamino, d’une superficie totale de 419,69 km2. Selon les estimations de 2003, la population totale des villes était de 14 651 personnes. Au 1er février 2015, la population de Kagamino s'élevait à 12 946 habitants répartis sur une superficie de 419,68 km2. 

### Jumelage
- Yverdon-les-Bains (Suisse). C'est l'intérêt pour le pédagogue Johann Heinrich Pestalozzi qui a essentiellement motivé ce jumelage remontant au 7 octobre 1996. Pestalozzi demeure dans l’histoire de la pédagogie comme le promoteur de l’éducation populaire. Il pensait que l’instruction pouvait faire reculer la misère et la délinquance et était convaincu que l’éducation était un acte de charité vis-à-vis des pauvres. Johan Heinrich Pestalozzi est né en 1746 à Zurich et est décédé à Brugg en 1827. Il a tenu une école à Yverdon-les-Bains de 1805 à 1825. Sa statue est érigée sur la place du même nom.